# Typhlops reticulatus
Typhlops reticulatus là một loài rắn trong họ Typhlopidae. Loài này được Linnaeus mô tả khoa học đầu tiên năm 1758.

## Hình ảnh

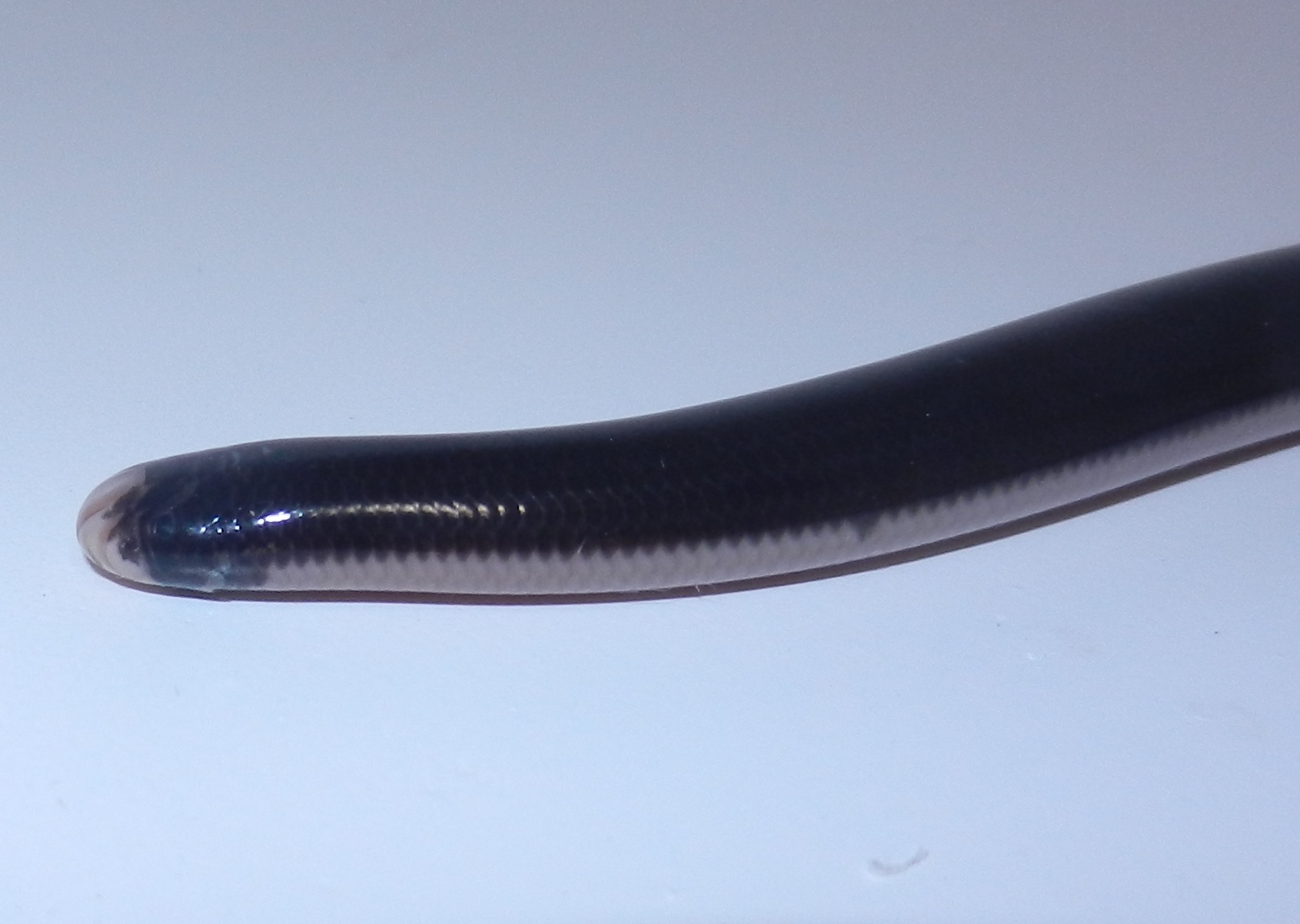
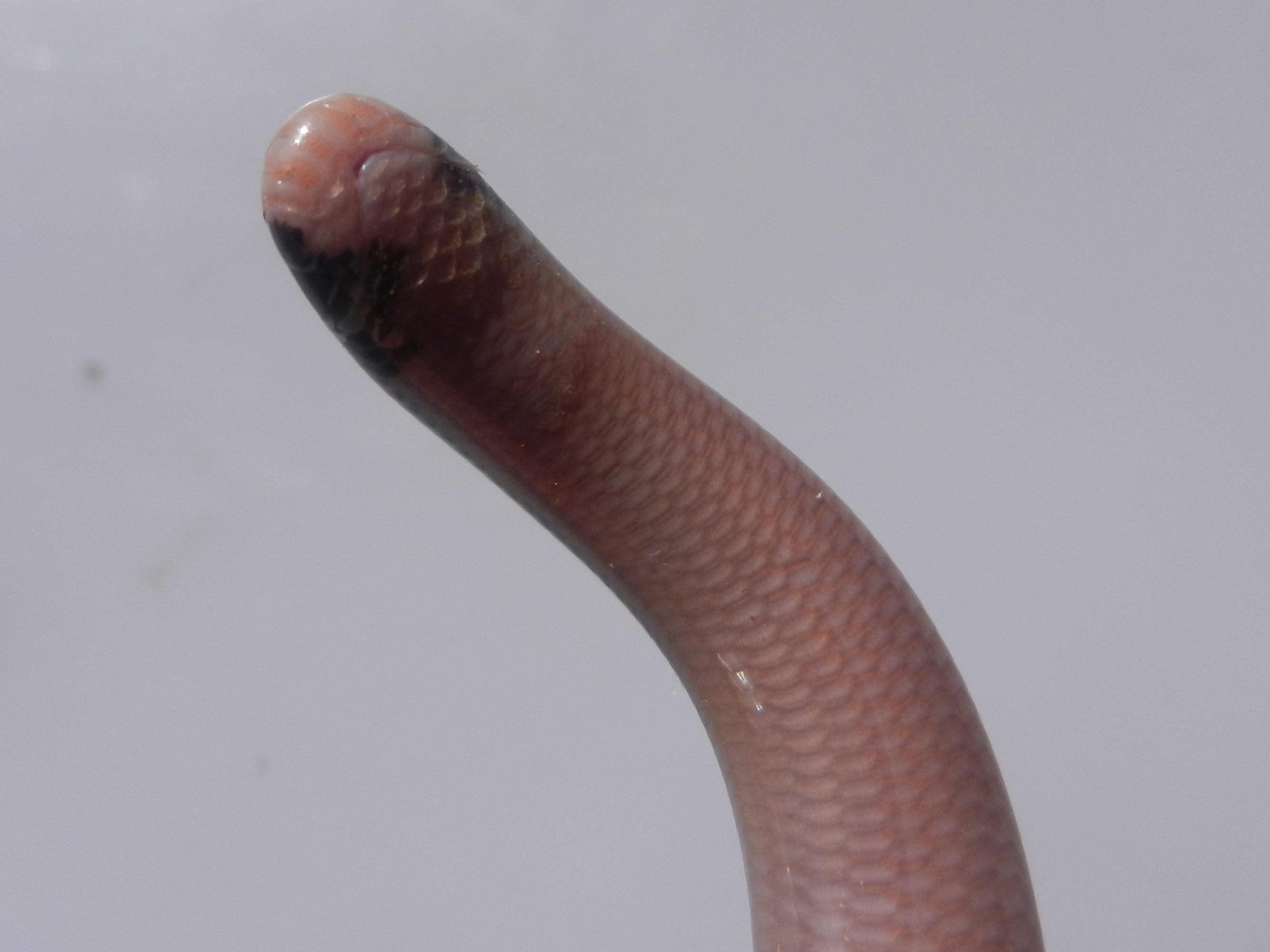